# Liste de mines d'amiante
Voici une liste de mines d'amiante triée en fonction du nom de la mine et de sa localisation. Elle est classée par défaut par ordre alphabétique de pays.
| numéro | image | nom                        | pays                          | lieu                  | géolocalisation               | propriétaire |
| ------ | ----- | -------------------------- | ----------------------------- | --------------------- | ----------------------------- | ------------ |
| 1      |       | Mine de Pomfret            | Afrique du Sud                |                       | 25° 48′ 32″ S, 23° 30′ 20″ E  |              |
| 2      |       | Mine de Cana Brava         | Brésil                        |                       | 13° 31′ 56″ S, 48° 14′ 28″ O  |              |
| 3      |       | Mine de Jeffrey            | Canada                        | Québec Asbestos       | 45° 46′ 05″ N, 71° 57′ 40″ O  |              |
| 4      |       | Mine de Thetford Mines     | Canada                        | Québec Thetford Mines | 46° 05′ 04″ N, 71° 18′ 29″ O  |              |
| 5      |       | Mine de Black Lake         | Canada                        | Québec Black Lake     | 46° 01′ 31″ N, 71° 21′ 54″ O  |              |
| 6      |       | Mine d'Amiantos            | Chypre                        | Amíandos              | 34° 55′ 15″ N, 32° 54′ 47″ E  |              |
| 7      |       | Mine de Canari             | France                        | Corse                 | 42° 49′ 15″ N, 9° 19′ 41″ E   |              |
| 8      |       | Mine de Balangero          | Italie                        | Italie                | 45° 17′ 34″ N, 7° 30′ 24″ E   |              |
| 9      |       | Mine de Zhitikara          | Kazakhstan                    |                       | 52° 08′ 40″ N, 61° 13′ 37″ E  |              |
| 10     |       | Mine d'Iasny               | Russie                        |                       | 50° 59′ 28″ N, 59° 55′ 25″ E  |              |
| 11     |       | Mine d'Ak-Dovurak          | Russie                        |                       | 51° 11′ 40″ N, 90° 33′ 35″ E  |              |
| 12     |       | Mine d'Asbest              | Russie                        |                       | 57° 00′ 44″ N, 61° 29′ 55″ E  |              |
| 13     |       | Mine de Mangnai            | République populaire de Chine |                       | 38° 21′ 38″ N, 90° 08′ 34″ E  |              |
| 14     |       | Mine de Belvidere Mountain | États-Unis                    |                       | 44° 45′ 53″ N, 72° 31′ 45″ O  |              |
| 15     |       | Mine de Copperopolis       | États-Unis                    |                       | 37° 56′ 16″ N, 120° 32′ 46″ O |              |